# Timbiriche
A Timbiriche egy mexikói pop-rock együttes volt. La Banda Timbiriche néven 1982-ben alakult meg 11 és 15 év közötti kamaszokból Mexikóvárosban. A Grease című musical spanyol nyelvű feldolgozásában – Vaselina – nyújtott szereplésükről váltak népszerűvé. 1994-es feloszlásukig tagjaikat tekintve nagyon sok változáson ment át.
1998-ban a hét eredeti tag összeállt egy koncertturné erejéig, hogy kiadjanak egy dupla lemezt legnagyobb sikereik élő felvételeiből, amely három új dalt is tartalmazott. 2007-ben és 2008-ban hat tagjuk ismét összeállt egy koncertsorozatra az együttes 1982. évi megalakulásának 25. évfordulója alkalmából.
A Timbirichéből kiváló tagok közül többen világhírű telenovella-színészek, illetve énekesek lettek (Bibi Gaytán, Diego Schoening, Eduardo Capetillo, Paulina Rubio, Thalía stb.).

## A név jelentése
A spanyol timbiriche szó a mexikói Michoacán államban élő taraszkó indiánok nyelvéből származik, és egy, a broméliafélék családjába tartozó növényt jelöl (Bromelia pinguin). Mindazonáltal arról, hogy az együttes és e növény között mi az összefüggés, információ nem áll rendelkezésre.

## Diszkográfia
- Timbiriche (1982)
- La Banda Timbiriche (1982)
- En concierto (1983)
- La Banda Timbiriche (1983)
- Vaselina (1984)
- Timbiriche Rock Show (1985)
- Timbiriche VII (1987)
- Timbiriche VIII (1988)
- Timbiriche IX (1988)
- Timbiriche 10 (1990)
- Timbiriche 11 (1992)
- Timbiriche XII (1993)
- El concierto (1998)
- Timbiriche 25 (2007)
- Somos Timbiriche 25 (2007)
- Vivo en vivo (2008)

A felsoroltakon túl több válogatásalbumot adtak ki.

## A folytatás
2007. júliusban a mexikói Televisa tévétársaság tehetségkutató valóságshow-t indított Buscando Timbiriche, La Nueva Banda („A Timbiriche, az Új Banda nyomában”) címen, azzal a céllal, hogy fiatalokból megalakulhasson a Timbiriche új generációs utódzenekara. A nyertesek La Nueva Banda néven 2007. novemberében jelentették meg bemutatkozó nagylemezüket 13 dallal.

## Külső hivatkozások
- Buscando a Timbiriche, La Nueva Banda[halott link]